# Rozenknopje
Het Rozenknopje is een wijk in het stadsdeel Gestel in de stad Eindhoven, in de Nederlandse provincie Noord-Brabant. De wijk ligt in het zuidwesten van Eindhoven tegen het stadsdeel Centrum aan. Op 1 januari 2023 telde de wijk 7.020 inwoners, verdeeld over 3.701 woningen, met een gemiddelde WOZ-waarde van € 372.000, op een oppervlakte van 1,14 km².
De wijk bestaat uit de buurten:
- Schrijversbuurt
- Oude Spoorbaan
- Hagenkamp

De naam Rozenknopje verwijst naar de herberg die staat op de splitsing van de Hoogstraat met de Gestelsestraat. De naam van de herberg verwijst op zijn beurt naar de in 1887 opgerichte zang- en toneelvereniging De Rozenknop die er haar thuisbasis had. De herberg bestaat nog steeds.
De wijk lag vroeger tussen de dorpskern van Gestel en de stad Eindhoven. Via de Hoogstraat was er lintvormige bebouwing tussen de twee kernen. Aan de beide kanten van de wijk liep het af, in het noordwesten naar de Gender en in het oosten naar het dal van de Dommel. Dat middengedeelte van de wijk is nu de buurt Oude Spoorbaan, met aan het noordwesten Hagenkamp en het oosten de Schrijversbuurt.

## Fotogalerij

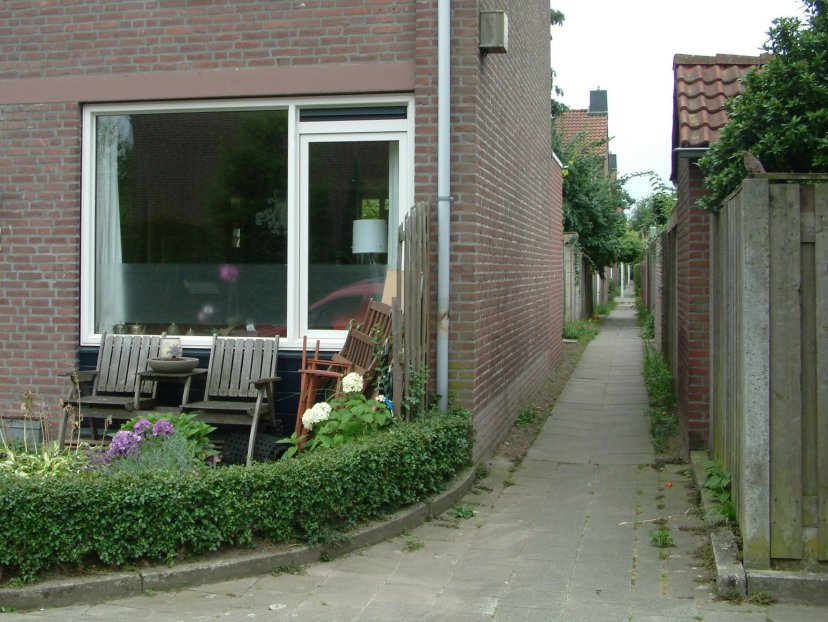
Steegje in de Pepijnstraat (Hagenkamp)
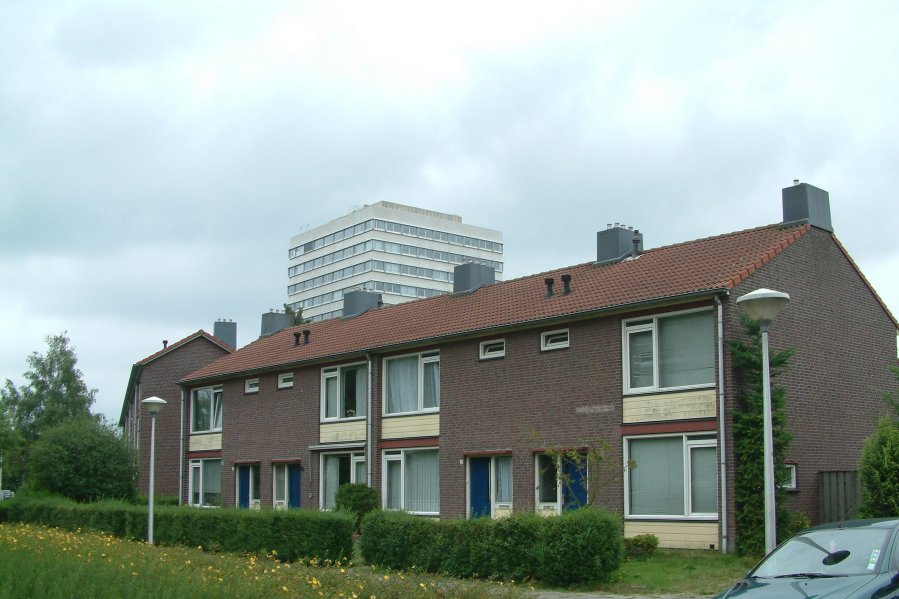
Maria van Bourgondiëlaan (Hagenkamp)
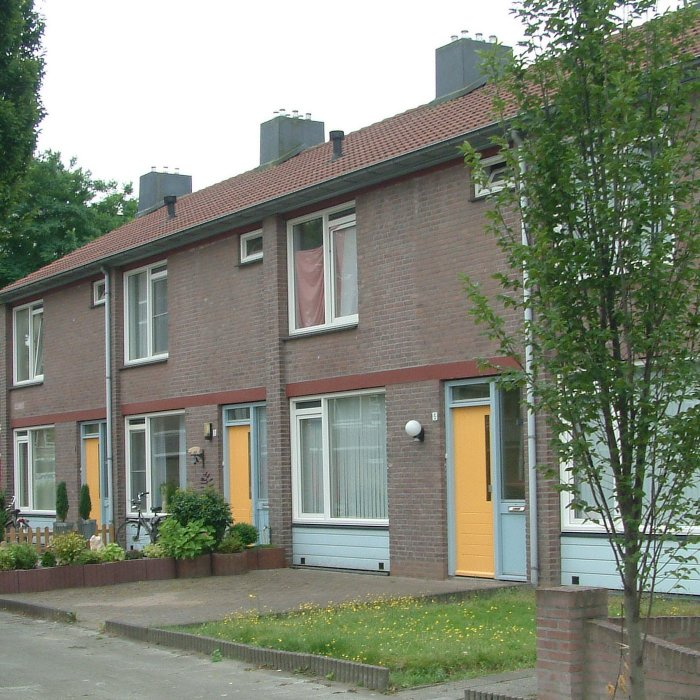
Pepijnstraat (Hagenkamp)
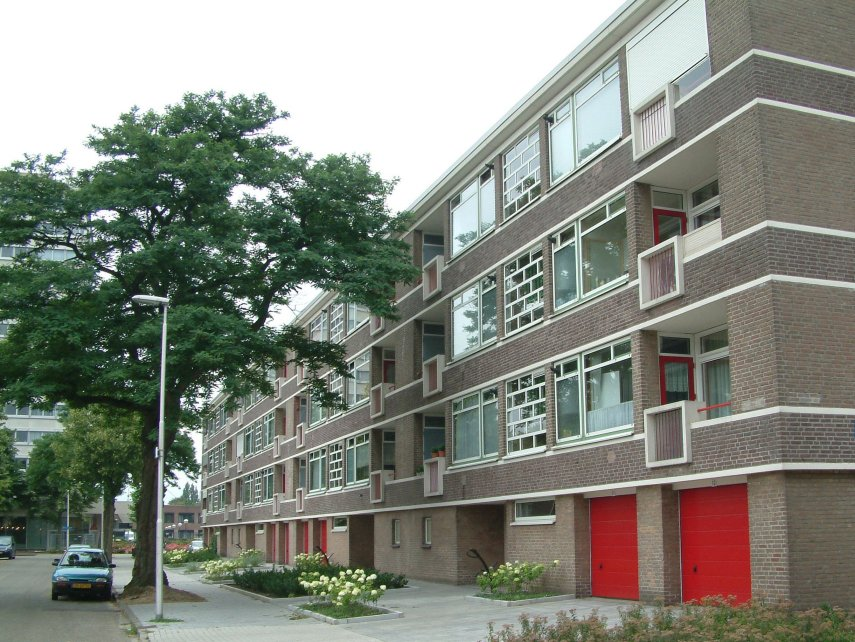
Clovislaan (Hagenkamp)
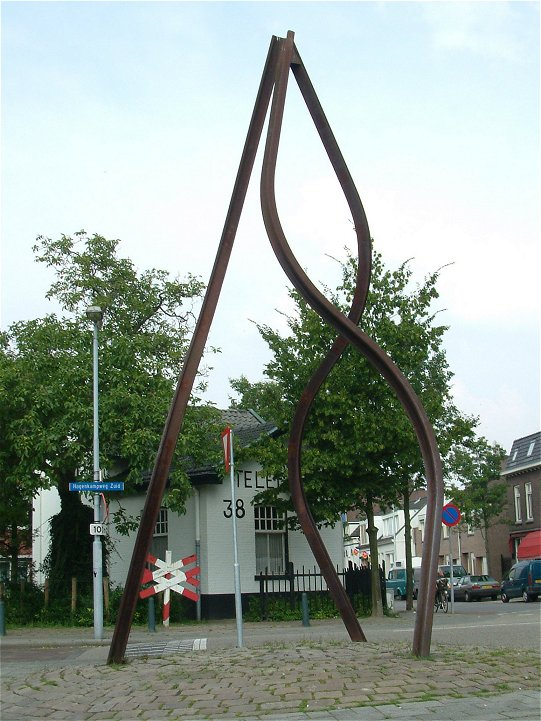
Kunstwerk met op de achtergrond het oude spoorhuisje
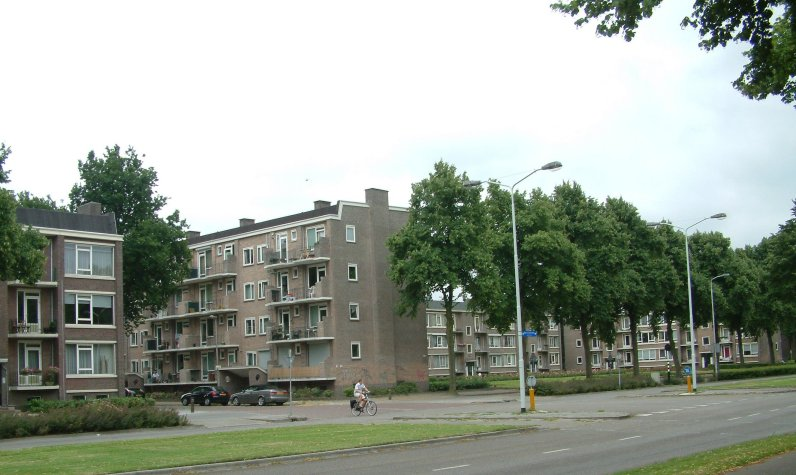
flats in de Oude Spoorbaan
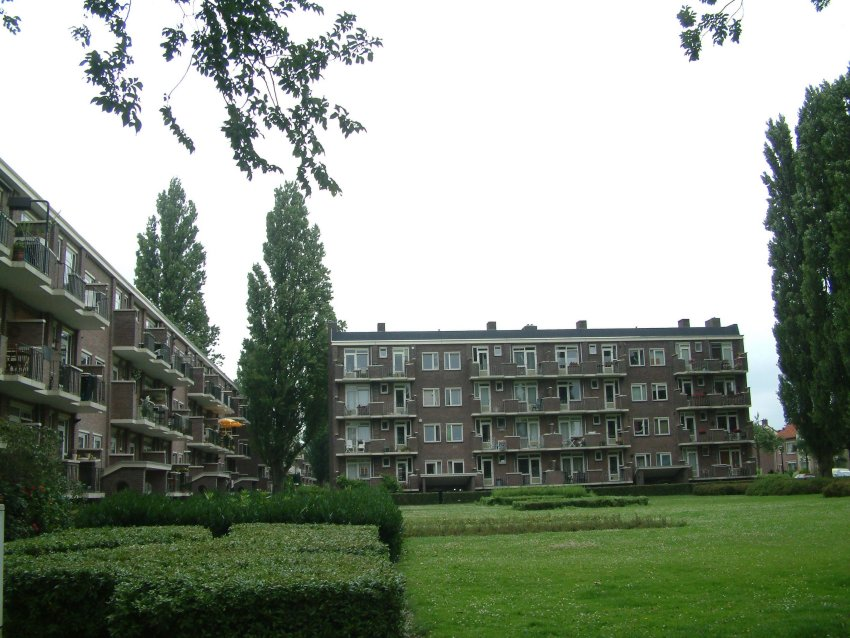
Aartshertog Albertweg (Oude Spoorbaan)
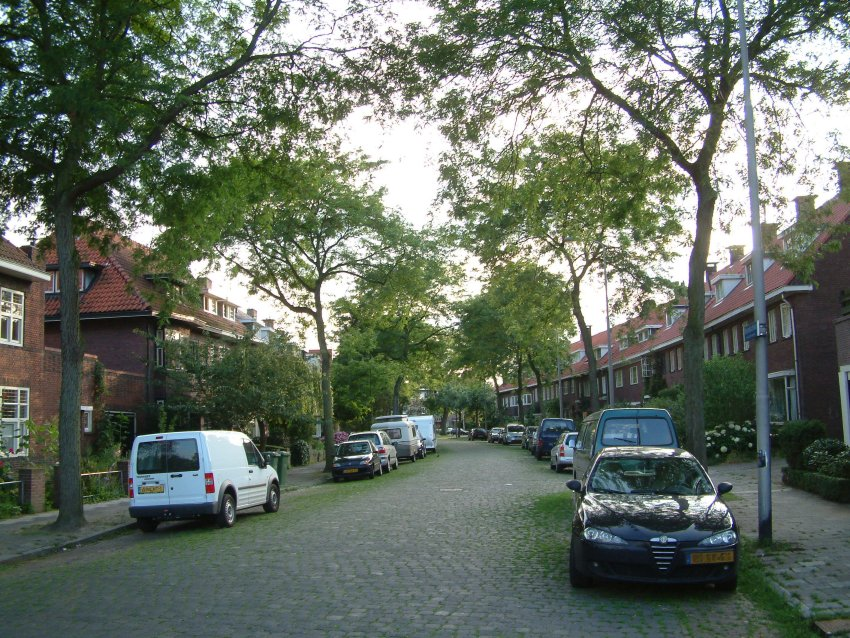
Rodenbachlaan (Schrijversbuurt)
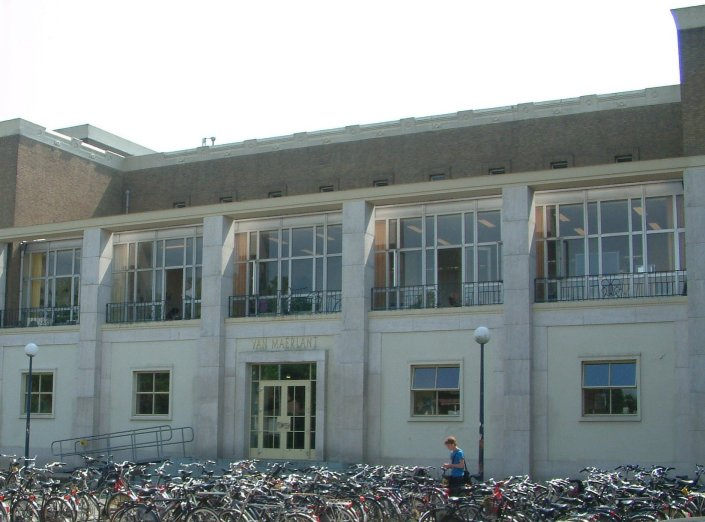
Pleincollege Van Maerlant (Schrijversbuurt)